# Kronebanken
Kronebanken var en dansk bank med hovedsæde i Hillerød. Banken blev dannet efter, at Sjællandske Bank og Frederiksborg Bank i 1983 fusionerede og i første omgang fortsatte under navnet Sjællandske Bank. I 1984 ændrede banken navn til Kronebanken.
I december 1984 orienterede det daværende Tilsyn med Banker og Sparekasser (senere Finanstilsynet) Danmarks Nationalbank om alvorlige problemer i Kronebanken, der var Danmarks syvendestørste bank. Banken var blot timer fra en konkurs forårsaget af at lån og garantier til en enkelt kunde på mere end 600 millioner kr., efter at kunden (ejendomsfirmaet og byggekoncernen Flexplan Gruppen ledet af byggematador Jørgen Olsen) gik konkurs.
Herefter blev der arbejdet på en model, hvor Nationalbanken og de tre hovedbanker, Den Danske Bank, Handelsbanken og Privatbanken skulle stille en tabsgaranti samt likviditet til rådighed for Kronebanken, så denne kunne møde sine forpligtelser. Men hovedbankerne bedømte risikoen til at være for stor. Sagen blev genstand for diskussion i Statsministeriet, hvor der under statsminister Poul Schlüter blev afholdt et natligt møde, og der blev lagt sådant pres på bankerne, at de gik med til den løsningsmodel, der var foreslået af Nationalbanken.
Nationalbankdirektør Richard Mikkelsen pegede i sin redegørelse og i sin argumentation for løsningsmodellen på, at der var en stor politisk interesse i at undgå, at mange mennesker – Kronebanken havde 321.000 indlånskonti – ikke ville kunne hæve fra deres bankkonti lige op til jul.
Senere blev Kronebankens underskud i 1984 opgjort til 1,3 milliarder kroner. Banken fik ny ledelse, som sanerede balancen, indtil banken i juni 1985 fusionerede med Provinsbanken, som kunne anvende underskuddet som skattefradrag. De involverede banker og Nationalbanken led derved ikke tab på engagementet.
Det viste sig flere år senere under den efterfølgende retssag, hvor Østre Landsret fastslog, at Kronebankens direktør W. B. Hansen var blevet overtalt af Flexplan Gruppens leder Jørgen Olsen til at yde gruppen lån og garantier for et beløb der oversteg 50% af bankens egenkapital, hvilket er i direkte strid med bankloven, og Kronebankens direktør blev herefter dømt for groft mandatsvig.
Byggematadoren Jørgen Olsen har efterfølgende fortsat sine aktiviteter under forskellige selskaber, og i 2008 har hans aktiviteter været med til at bringe Roskilde Bank i en lignende situation som Kronebanken var i 1984.

## Eksterne links
- Da Kronebanken blev værdiløs – af Lars Erik Skovgaard i Berlingske, 17. juli 2008